# Historia de Pancho Lugares
Historia de Pancho Lugares (dt.: Geschichte des Pancho Lugares) ist eine Verserzählung von Luis Pérez in 472 Versen. Sie wurde 1830 in der von Luis Pérez herausgegebenen Zeitung El Gaucho veröffentlicht.

## Form
Die 472 Verse von Historia de Pancho Lugares sind in 117 reimlose Strophen gegliedert, d. h. eine Strophe ist verloren gegangen. Es handelt sich dabei um die vorletzte Strophe.

## Inhalt
Der Protagonist der Verserzählung ist ein guardiero, d. h. eine aus Guardia de San Miguel del Monte stammende Person. Guardia del Monte wiederum ist ein Ort, der an einer Kette von Festungen an der Grenze Argentiniens zum Land der Pampa bzw. „Pampa-Indianer“ gegründet wurde und sich heute in der Provinz Buenos Aires befindet.

### Vers 1–4
Der Protagonist Pancho Lugares, der zugleich der Erzähler ist, kündigt an, sein Leben als Gaucho vom Ufer des Río Salado zu schildern.

### Vers 5–20
Er sei der Sohn Juana Contreras’ und Pedro Lugares’. Mit zwölf Jahren habe er zu Lesen und Schreiben gelernt, weil seine Eltern es so gewollt hätten. Mit 15 Jahren habe er sich beim Militär gemeldet und in der Kompanie des Hauptmanns D. Juan Chano gedient. Nach einer Ausbildung zum Tierbändiger habe er bei Rosas eine Anstellung als peón gefunden.

### Vers 21–48
Eines Tages habe er sich in seiner Freizeit nach Guardia del Monte begeben, um sich dort zu betrinken. Ein Unteroffizier der Armee habe indessen das Lokal, in dem er sich befunden habe aufgesucht. Der Unteroffizier habe seine Papiere verlangt. Damals war ein Gesetz vom 10. Oktober 1815 gültig, dem zufolge jeder, der kein eigenes Land besitzt, ein vom Arbeitgeber ausgestelltes und vom lokalen Richter beglaubigtes Papier bei sich tragen muss, da man sonst der Landstreicherei bezichtigt werden kann und dies mit fünf Jahren Militärdienst geahndet wird. Da der Protagonist dieses Papier bei sich zuhause vergessen habe, sei er vom Unteroffizier zur Zwangsrekrutierung abgeführt worden.

### Vers 49–64
Zunächst sei Lugares nach Buenos Aires zur Plaza Retiro (Retiroplatz) gebracht worden, wo die Zwangsrekrutierten versammelt worden seien. Nach zwei Tagen, die er weder mit Essen noch mit Getränken versorgt worden sei, sei er zusammen mit den anderen Rekruten zum Río de la Plata gebracht worden. Sie hätten auf das andere Ufer des Flusses, d. h. zum heutigen Uruguay gebracht werden sollen.

### Vers 65–76
Pancho Lugares beklagt, dass weder er noch die anderen Zwangsrekruten friedlich dazu aufgefordert worden seien, Kriegsdienst zu leisten. Schließlich seien sie doch alle Patrioten. Er preist die Anführer der Gauchos und deren Mitstreiter.

### Vers 77–96
Die Überfahrt habe die ganze Nacht über gedauert. Als sie am anderen Ufer des Flusses angekommen seien, habe man ihnen die Haare geschoren. Daraufhin habe ein Hauptmann die besten unter ihnen ausgesucht. Lugares habe Glück gehabt, denn er sei der Kavallerie zugeteilt worden.

### Vers 97–116
Lugares erzählt, wie es kam, dass er der Kavallerie zugeteilt worden sei. Zunächst seien er und seine Rivalen auf Pferden beritten an die Front geschickt worden. Dort hätten er und seine Rivalen halbwilde Pferde mit einem Lasso einfangen sollen. Nachdem Lugares ein Pferd eingefangen habe, sei er zum Quartier zurückgekehrt und dort wegen seiner Fertigkeiten der Kavallerie zugeteilt worden.

### Vers 117–128
Da er der Kavallerie zugeteilt worden sei, habe er daran gedacht zu desertieren. Die Flucht wäre ihm leichtgefallen. Einziges Hindernis sei der Río de la Plata gewesen. Deshalb habe er sich dazu entschlossen, beim Trupp zu bleiben, bis er seine Aufgabe erfüllt habe.

### Vers 129–140
Die ganze Zeit über habe Pancho Lugares in der Kavallerie gedient. Er habe an der Schlacht von Ituzaingó (1827) teilgenommen. In dieser Schlacht besiegte das argentinische Heer unter dem Kommando von Carlos de Alvear die Brasilianer, die wiederum von Peter I. angeführt wurden. Nach dieser Schlacht habe er an weiteren Feldzügen teilgenommen.

### Vers 141–146
Nachdem Argentinien und Brasilien Frieden geschlossen hätten, seien er und die anderen Zwangsrekrutierten nach Buenos Aires zurückgekehrt.

### Vers 147–156
In Buenos Aires seien er und seine Kameraden zum Stadtviertel Recoleta gebracht worden. Am 30. November habe man ihnen Pferde gebracht und am 1. Dezember habe man sie am Putsch (mayor atentado) Lavalles gegen Dorrego, der im Jahr 1828 stattgefunden hat, teilnehmen lassen. Da nach Lugares seit dem Ereignis zwei Jahre vergangen sind, findet die Schilderung 1830 statt.

### Vers 157–208
Da Pancho Lugares mit dem Putsch nicht einverstanden gewesen sei, sei er desertiert. In Morón, inzwischen Teil des Großraums Buenos Aires, sei er zu seinem Arbeitgeber zurückgeritten, dem er einst durch die Zwangsrekrutierung entrissen worden sei. Dieser habe ihn freundlich aufgenommen, mit Nahrung versorgt und sich im Dorf nach dem Ausgang des Putsches erkundigt. Die Nachricht, dass Dorrego und Rosas den Unitariern entflohen seien, ist Lugares ein Anlass, um Rosas zu rühmen. Rosas, so Lugares, könne mit einem einzigen Schrei eine große Menschenmenge zusammenrufen.

### Vers 209–284
Die Gauchos seien nach Navarro geritten um in der gleichnamigen Schlacht (Dezember 1828) Rosas zu unterstützen. Als die Truppe eine Stärke von 1.100 Mann gehabt habe, habe Rosas auf Befehl Dorregos mit dem General Lamadrid Verhandlungen aufgenommen. Lugares schildert, dass sich Rosas nach den Verhandlungen zu Dorrego begeben und diesem Bericht erstattet habe. Rosas habe bei der Verhandlung Lamadrid vorgeschlagen, Abgeordnete beider Seiten, d. h. sowohl der Unitarier als auch der Föderalisten zu ernennen. Lamadrid habe sich jedoch geweigert, den Forderungen Rosas’ nachzukommen. Rosas habe Dorrego deshalb vorgeschlagen, sich zurückzuziehen, um Zeit zu gewinnen und das Heer zu vergrößern, um Lavalle und Lamadrid zahlenmäßig gewachsen zu sein. Lavalle könne das Volk nicht mit Gewalt zu Schweigen bringen, da es sich zur Wehr setzen würde. Während Dorrego mit seinem Herr den Rückzug antrete, werde er mit seinen Mannen Lamadrid ablenken.

### Vers 285–356
Kaum sei Dorrego mit seinen Mannen abgezogen, sei Lamadrid in Navarro zum Angriff übergegangen. Rosas habe diesen jedoch erfolgreich ablenken können. Die ganze Nacht hindurch habe es Scharmützel gegeben. Bei Navarro sei Lugares von Rosas zu sich gerufen worden. Rosas habe ihm aufgetragen, ihn über die Truppen Dorregos zu informieren. Lugares habe getan, wie ihm befohlen worden sei, und schließlich Bericht erstattet. Rosas habe nicht glauben können, dass Dorrego sich nicht, wie vereinbart, mit seinen Truppen zurückgezogen habe, habe selbst nach dem Rechten gesehen und Lugares recht behalten. Rosas habe Dorrego zur Rede gestellt, ihm gesagt, die Unterstützung sei unterwegs, aber noch nicht eingetroffen, dasselbe gelte für die Waffen. Lavallke hingegen sei bestens ausgerüstet und zum Angriff bereit. Vor dem Hintergrund dieser Situation habe sich Rosas von jeder Verantwortung für den Ausgang der Aktion freigesprochen.

### Vers 357–400
Dorrego habe seine Truppen auf diejenigen Lavalles warten lassen. Die Truppen des Ersteren seien in vier Divisionen aufgeteilt gewesen, die jeweils von den Kommandanten (José María) Pinedo, (Juan) Izquierdo, (Gervasio) Espinosa und (Antonio) Ramírez angeführt worden seien. Außerdem hätten sich die „Indianer“ mit Rosas verbündet. Eine weitere Abordnung sei vom Kommandanten Federico bzw. (da im heutigen Deutschland geborenen) Friedrich Rauch angeführt worden, der später (1829) vom Anführer der Ranquel ermordet wurde.

### Vers 401–464
Pancho Lugares schildert die Schlacht zwischen den Unitariern und Föderalisten. Den Unitariern sei es unter dem Kommando von Lavalle gelungen die Divisionen der Föderalisten einzukesseln. Lediglich der Division Pinedos sei es gelungen, sich der Einkesselung zu entziehen, aber auch sie habe sich schließlich zurückziehen müssen. Dasselbe habe für die „Indianer“ gegolten. Aufgrund der schlechten Ausrüstung, taktischer Fehler und der mangelhaften Organisation der Föderalisten seien diese großen Gefahren ausgesetzt gewesen. Trotz der Aussichtslosigkeit des Kampfes hätten sich Männer wie ein gewisser Don Parodi ausgezeichnet. Pancho Lugares verspricht, dass er noch das Ergebnis der Schlacht schildern werde. Diese Schilderung fehlt jedoch.

### Vers 465–468
Diese Strophe fehlt.

### Vers 469–472
Lugares brüstet sich damit, immerfort an der Seite Rosas gekämpft zu haben und immer standhaft für die Sache der Föderalisten eingetreten zu sein.

## Weitere Informationen
- Die Nachnamen Contreras (der Mutter des Protagonisten) und Chano (des Hauptmanns, unter dessen Befehl der Protagonist in der Armee diente) stellen eine Kontinuität zu den Diálogos von Bartolomé Hidalgo her, in denen sich Jacinto Chano und Ramón Contreras miteinander unterhalten.
- Guardia del Monte ist eine Ortschaft in der heutigen Provinz Buenos Aires. Im Hidalgos Diálogo patriótico interesante (1821) wird ein gleichnamiger Ort in Uruguay erwähnt. Es handelt sich um die Heimat des Gaucho Ramón Contreras.
- Pancho Lugares wird mit den anderen Zwangsrekrutierten nach Uruguay gebracht, um am Krieg gegen das brasilianische Kaiserreich zu kämpfen (1825–1828)
- Die Truppen, die nach dem Frieden mit Brasilien von Uruguay abgezogen wurden, wurden von den Unitariern zum Putsch gegen Manuel Dorrego (1777–1828) verwendet. Dorrego, einer der Anführer der Föderalisten, war bis dahin Gouverneur von Buenos Aires. Mit dem Putsch wurde ein föderales Argentinien, dem unter seiner Regierung ein Kongress in Santa Fe eine Verfassung zu geben suchte, verhindert.

### Textausgaben
- Luis Pérez: Historia de Pancho Lugares. In: Poesía gauchesca. Biblioteca Ayacucho, Caracas 1977, OCLC 433119852.